# Gonatodes chucuri
Gonatodes chucuri — вид геконів родини Sphaerodactylidae. Описаний у 2020 році.

## Назва
Видова назва G. chucuri вказує на типове місцезнаходження — муніципалітет Сан-Вісенте-де-Чукурі у басейні річки Чукурі.

## Поширення
Ендемік Колумбії. Поширений на західних схилах Кордильєри-Орієнталь у департаменті Сантандер на півночі країни.